# Cortina rasgada
Cortina rasgada (Torn Curtain) es una película de 1966 dirigida por Alfred Hitchcock y con actuación de Paul Newman y Julie Andrews.

## Sinopsis

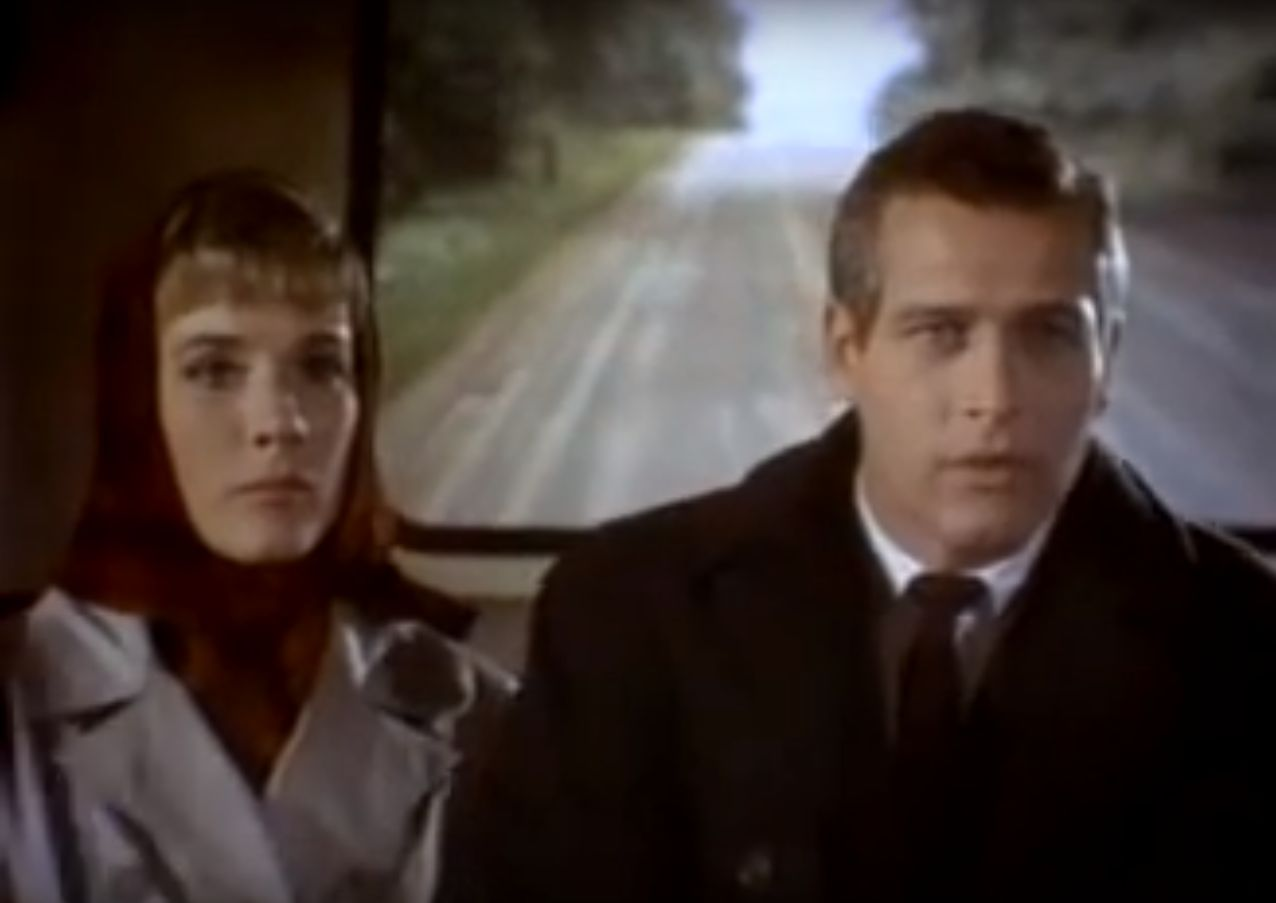
Julie Andrews y Paul Newman en un fotograma del reclamo de la película

Michael Armstrong (Paul Newman) es un respetado físico nuclear estadounidense que necesita conseguir una fórmula de un científico de la República Democrática Alemana. Para lograrlo no duda en pasar al otro lado del telón de acero y simular que ofrece sus servicios a los comunistas. Su novia (Julie Andrews), confundida por la actitud de Michael, no cree de él que pueda traicionar a su país y a ella misma, que se siente engañada. Por eso le sigue hasta Berlín Oriental, donde descubrirá la verdad de sus propósitos -en realidad, quiere prestar un servicio a su país- y le ayudará. Pero será difícil escapar de la RDA.

## Trama
En 1965, Michael Armstrong, un físico y científico de cohetes estadounidenses, viaja a una conferencia en Copenhague con su asistente y prometida, Sarah Sherman. Armstrong recibe un radiograma para recoger un libro en Copenhague; contiene un mensaje que dice: "Contacta con π en caso de emergencia". Le dice a Sherman que va a Estocolmo, pero ella descubre que está volando a Berlín Este y lo sigue. Cuando aterrizan, Armstrong es recibido por representantes del gobierno de Alemania Oriental. Sherman se da cuenta de que Armstrong ha desertado y se horroriza al pensar que, dadas las circunstancias de la Guerra Fría, si se queda con él, probablemente nunca volverá a ver su hogar ni a su familia.
Armstrong visita a un contacto, un "granjero", donde se revela que su deserción es, de hecho, una artimaña para ganarse la confianza del establishment científico de Alemania Oriental, con el fin de averiguar cuánto sabe su científico jefe Gustav Lindt y, por extensión, la Unión Soviética, sobre sistemas antimisiles.
Armstrong ha hecho preparativos para regresar a Occidente a través de una red de escape conocida como π. Sin embargo, fue seguido hasta la granja por su acompañante designado, Hermann Gromek, un oficial de seguridad de Alemania del Este. Gromek se da cuenta de lo que es π y de que Armstrong es un agente doble, y mientras Gromek llama a la policía, comienza una lucha tortuosa que termina con Gromek siendo asesinado por Armstrong y la esposa del granjero. Gromek y su motocicleta son enterrados en el terreno. Sin embargo, el taxista que llevó a Armstrong a la granja ve la foto de Gromek en el periódico y lo denuncia a la policía.
Al día siguiente, Armstrong visita la facultad de física de la Universidad Karl Marx en Leipzig, y la entrevista con los científicos termina abruptamente cuando los oficiales de seguridad lo interrogan sobre la desaparición de Gromek. La facultad intenta interrogar a Sherman sobre su conocimiento del programa antimisiles estadounidense "Gamma Five", pero ella se niega a cooperar y sale corriendo de la habitación, a pesar de que ha aceptado desertar a Alemania del Este. Armstrong la alcanza y le confía en secreto sus verdaderos motivos, y le pide que le siga el juego.
Armstrong finalmente incita al profesor Lindt a revelar sus ecuaciones antimisiles en un ataque de ira cuando Lindt cree que Armstrong ha cometido una serie de errores matemáticos. Cuando Lindt escucha por el sistema de altavoces de la universidad que Armstrong y Sherman están siendo buscados para interrogarlos, se da cuenta de que ha revelado sus secretos sin obtener nada a cambio. Armstrong y Sherman escapan de la escuela con la ayuda del médico de la clínica universitaria, el Dr. Koska.
La pareja viaja a Berlín Oriental, perseguida por la Stasi, en un autobús falso operado por la red π, liderado por el Sr. Jacobi. Los bloqueos de carreteras, los robos en la carretera por desertores del ejército soviético y el amontonamiento con el autobús "real" hacen que la policía se dé cuenta del engaño, y todos los que están a bordo se ven obligados a huir. 
Mientras buscan la oficina de correos de Friedrichstraße, los dos se encuentran con la condesa polaca exiliada Kuczynska, que los conduce a la oficina de correos con la esperanza de obtener patrocinadores  para un visado para Estados Unidos. Cuando los ven, Kuczynska hace tropezar al guardia que los persigue y permite que Armstrong y Sherman escapen a su próximo destino.
Dos hombres se les acercan en la acera, uno de los cuales es el "granjero". Les da entradas para el ballet como parte de un plan para contrabandearlos a Suecia esa noche dentro del equipaje de la compañía de ballet. Mientras asisten al ballet y esperan a que los recojan, son vistos y denunciados a la policía por la bailarina principal, que voló a Berlín Oriental en el mismo avión que Armstrong.
Gritando "fuego", Armstrong y Sherman escapan entre la multitud corriendo para salir del teatro. Se esconden dentro de dos cestas de vestuario y son transportados a través del mar Báltico hasta Suecia en un carguero de Alemania del Este. La bailarina, engañada en su intento de revelar el escondite de los fugitivos debido al subterfugio de un marinero miembro de π, identifica las cestas equivocadas, que son disparadas por un guardia con una ametralladora mientras cuelgan sobre el muelle.   Armstrong y Sherman, ya han escapado de otras cestas, saltan por la borda y nadan hasta el muelle sueco.

## Comentarios
Es la única película en que Paul Newman trabajó con dirección de Alfred Hitchcock, en un rodaje en el que actor y director no quedaron precisamente como amigos. Con éxito crítico y comercial sólo aceptable en su estreno, no está considerada como una de las mejores películas de Hitchcock, pero contiene al menos dos momentos para recordar: lo difícil que es matar a una persona (y toda una escena de referencia, que Ang Lee llegaba a homenajear en Lust, Caution) y la huida final en autobús.

## Anécdotas
- Cortina rasgada está vagamente inspirada en la historia de la desaparición de dos diplomáticos británicos, Burgess y MacLean, que se pasaron a la URSS.

- Por problemas de metraje, Hitchcock tuvo que cortar íntegramente una escena y aligerar otra que en principio era bastante más compleja.

- Aunque Hitchcock no estaba satisfecho con la elección de Julie Andrews -la consideraba sólo una cantante-, la Universal se la impuso por motivos comerciales.

- En su habitual cameo, Hitchcock aparece en la recepción del hotel con un niño  rubio en sus rodillas (minuto 08ː00).